# 13852 Ford
13852 Ford è un asteroide della fascia principale. Scoperto nel 1999, presenta un'orbita caratterizzata da un semiasse maggiore pari a 2,2081166 UA e da un'eccentricità di 0,1994945, inclinata di 1,28977° rispetto all'eclittica.